# Malcolm MacDonald (Tennisspieler)
Malcolm Donald MacDonald (* 16. September 1865 in Detroit, Michigan; † 6. September 1921 in St. Louis, Missouri) war ein US-amerikanischer Tennisspieler.

## Biografie
Außer der Teilnahme MacDonalds an den Olympischen Sommerspielen 1904 in St. Louis ist wenig über ihn bekannt. Da zu dem Zeitpunkt in St. Louis lebend, nahm er an den Spielen teil und trat im Tenniswettbewerb an. Im Einzel kam er nach einem Freilos zum Auftakt nicht über die zweite Runde hinaus, wo er John Neely mit 1:6, 1:6 unterlag. Im Doppel trat er an der Seite von Nathaniel Semple an und unterlag mit demselben Ergebnis wie im Einzel der Paarung aus Dwight Filley Davis und Ralph McKittrick. Bei der Louisiana Purchase Exposition nahm er zudem an zwei weiteren nichtolympischen Wettbewerben teil. Jeweils unterlag er auch hier zum Auftakt.